# Honora dotella
Honora dotella är en fjärilsart som beskrevs av Dyar 1910. Honora dotella ingår i släktet Honora och familjen mott. Inga underarter finns listade i Catalogue of Life.